# Invasión española de Argel de 1775
La invasión española de Argel fue una gran operación de desembarco ejecutada por los españoles para intentar tomar la ciudad de Argel en julio de 1775. El rey Carlos III había encomendado su conquista a Alejandro O'Reilly, que se puso al frente de una invasión combinada de tropas navales y terrestres de cerca de cincuenta navíos y más de veinte mil soldados. El asalto concluyó como un fracaso espectacular y la campaña resultó un golpe humillante al resurgimiento militar español.

## Antecedentes
Tras el triunfo que supuso romper el asedio marroquí de Melilla en 1774, el gobierno de Carlos III decidió enviar una expedición anfibia a la costa norteafricana con la intención de demostrar al sultán Mohammed III que España no vacilaría en su determinación de conservar sus plazas fuertes. Los ataques marroquíes a Melilla y al Peñón de Vélez de la Gomera se habían producido pese al tratado de paz y comercio entre las dos naciones, por lo que el Gobierno español decidió emprender una expedición punitiva. En este sentido el objetivo español era ocupar Argel, un puerto berberisco de importancia clave, destacado puerto comercial, centro de piratería en la zona y supuestamente vulnerable. El sultán marroquí había atacado las posesiones españolas de la región en nombre de la ciudad, además de en el suyo propio.
El apremio por comenzar de inmediato el asalto, decidido en febrero de 1775, hizo que las autoridades recuperasen dos planes de campaña redactados en 1754. La invasión fue puesta bajo el mando de Alejandro O'Reilly, un oficial irlandés que desde muy joven había ofrecido sus servicios al ejército español. En la década de 1760 supervisó la situación defensiva de Cuba y Puerto Rico y aplastó la rebelión de los colonos franceses en la Luisiana, después de que el territorio fuera transferido por Francia a España en 1763. A las órdenes de O'Reilly se dispuso a Pedro González de Castejón con autoridad sobre las fuerzas navales, y juntos organizaron las fuerzas combinadas durante la primavera.

## Preparativos
La concentración de fuerzas en Barcelona y Cádiz comenzó a finales de marzo. En mayo partieron los barcos con tropa y material de estos puertos y la escolta naval vino de Ferrol. La flota se concentró en Cartagena antes de partir para su destino.
La invasión la componían más 18 827 soldados de infantería, 954 de caballería, 736 de artillería, 16 oficiales de ingenieros y 2525 marineros. La escuadra la formaban seis navíos de línea (el San Francisco de Paula, el Oriente, el San Rafael, el Diligente, el Velasco y el San José), doce fragatas, nueve jabeques, cuatro urcas, dos paquebotes, cuatro bombardas, siete galeotas y alrededor de trescientos cincuenta transportes. A ellos se unieron dos fragatas suministradas por el gran duque de Toscana, al mando del marino inglés John Acton, y otra más de los caballeros de la Orden de Malta.

## Asalto

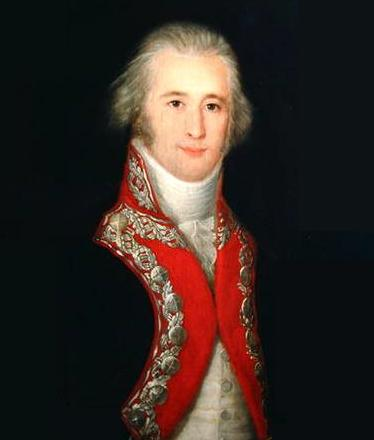
Retrato de Alejandro O'Reilly, por Francisco de Goya.

Las tropas partieron de Cartagena hacia la bahía de Argel el 27 de junio, tras cierto retraso debido al mal tiempo, y arribaron el día 30. La flota se hallaba en desorden, lo que retrasó las tareas de desembarco. Los mandos además cambiaron varias veces de opinión sobre el mejor lugar para hacerlo. La lentitud en embarcar a los soldados en las barcazas que debían llevarlos a tierra motivó que la operación se retrasase varios días. Por fin comenzó el 8 de julio, pero las unidades que lo hicieron no eran las previstas, sino una mezcla de tropas que alcanzaron las playas con cierta confusión.
Las tropas españolas desembarcaron en dos oleadas, agobiadas por el sofocante calor del verano. Antonio Barceló protegía las barcazas de desembarco aproximando las naves de guerra lo suficiente como para no encallar en las poco profundas aguas de la bahía y poder hacer uso de la artillería a bordo. A pesar de las estrictas instrucciones que O'Reilly dio a sus hombres, los invasores escogieron erróneamente la zona de desembarco y descargaron la artillería pesada frente a las dunas de la playa, haciéndola totalmente inutilizable para el combate. Una vez en tierra, sin embargo, los españoles toparon con poca resistencia por parte de los argelinos, que efectuaron una retirada fingida. Los defensores habían aumentado sus filas reclutando en masa guerreros de las tribus del interior al ser alertados por los mercaderes berberiscos de Marsella, que habían sabido de los preparativos militares hispanos durante la primavera. La flota y las unidades que habían desembarcado rechazaron los dos primeros ataques argelinos a las líneas españolas. La segunda oleada de desembarco alcanzó la playa con el mismo desorden de la primera, cuando esta ya sufría el intenso hostigamiento del enemigo, oculto en un bosque cercano.
Una vez construido el reducto previsto en el plan de campaña, se ordenó a todas las fuerzas que se concentrasen en él. Al ser excesivamente pequeño, dejó a la mayoría de los soldados, hacinados en él, a merced del único pero mortífero cañón argelino, de mayor calibre y alcance de los que disponían los invasores.

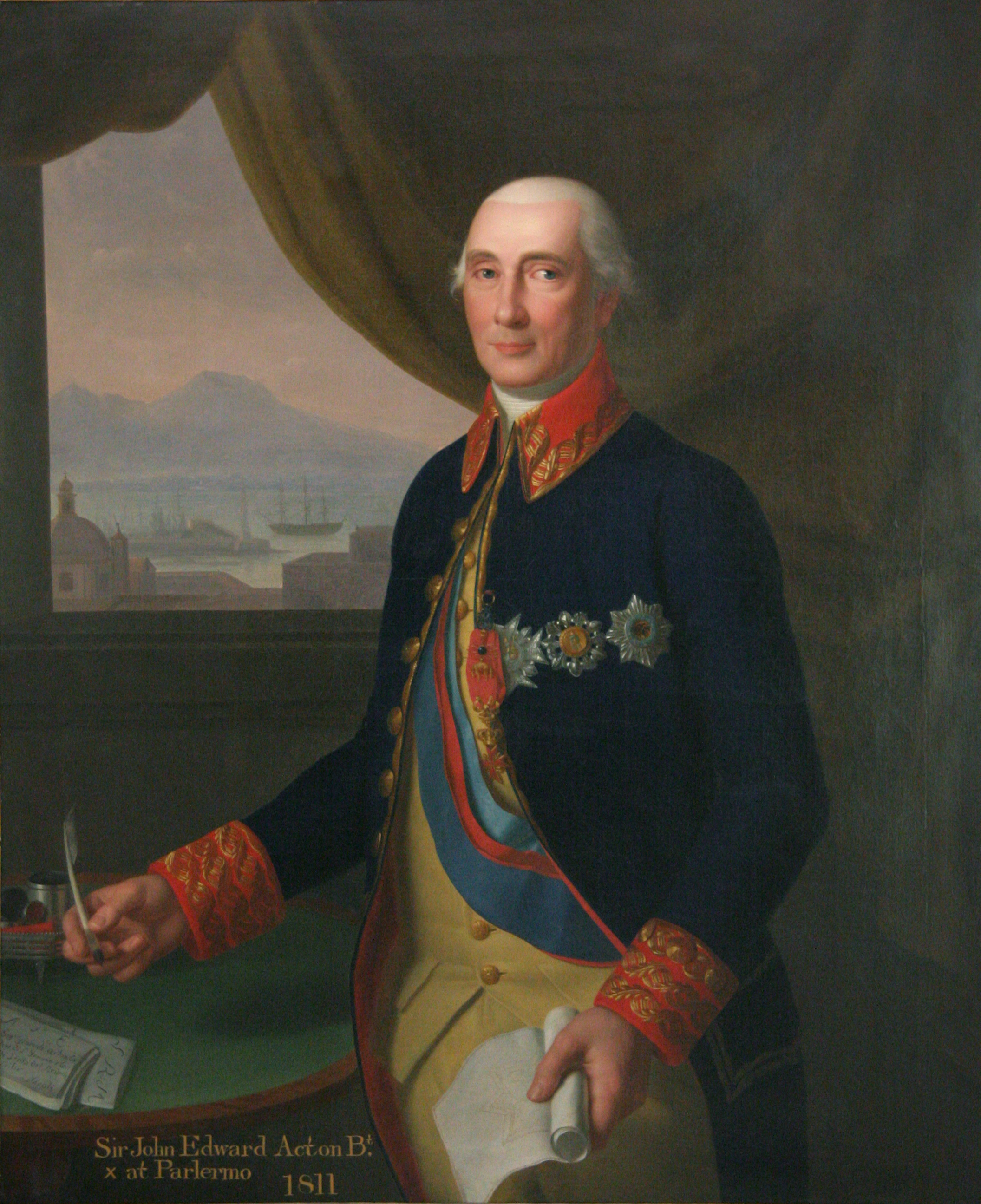
Retrato de sir John Acton, atribuido a Emanuele Napoli.

A las tres de la tarde, los españoles habían sufrido seiscientos muertos y mil ochocientos heridos; para entonces habían desembarcado entre doce y dieciséis mil soldados, que no habían logrado salir de las playas y se encontraban todavía a ocho kilómetros de distancia de la ciudad objetivo de la invasión. Las bajas eran excesivas y los atacantes aún tenían que superar tres campamentos enemigos antes de alcanzar Argel. A las cuatro de la tarde, en un consejo de guerra de todos los mandos, se optó por la retirada. El reembarco comenzó al anochecer.
Para entonces los españoles ya se habían dado cuenta de su desacertada posición y de la trampa tendida por los argelinos: estaban rodeados y era demasiado tarde para reaccionar. Incapaces de mantener una línea de resistencia, las fuerzas españolas se desbandaron, regresando a sus barcos de forma caótica. Las pérdidas fueron enormes, entre tres y cinco mil hombres, incluían cinco generales muertos y quince heridos (entre ellos Bernardo de Gálvez) y no menos de quince cañones y nueve mil armas abandonadas al enemigo. Henry Swinburne relató que los españoles habrían sido "hechos pedazos hasta el último hombre... si el señor Acton, el comandante toscano, no hubiera cortado los cables y dejado sus barcos varados en la orilla justo cuando el enemigo venía al galope. El fuego incesante de sus grandes cañones, cargados con metralla, no sólo los detuvo en su carrera, sino que lo obligó a retirarse con grandes pérdidas". Aun así, muchos españoles fueron tomados prisioneros mientras intentaban volver a sus naves. El grueso de los barcos de guerra permaneció pasivo en los combates, en los que únicamente participaron las fragatas toscanas y los jabeques de Antonio Barceló.
O'Reilly ordenó el inmediato regreso a España de la flota, descartando el plan alternativo de bombardear la ciudad desde el mar, para el que no contaba con las fuerzas adecuadas. El irlandés ordenó a la flota retirarse a Alicante, a donde arribó el 14 de julio, con su prestigio ahora por los suelos.

## Consecuencias
Aunque en general las reformas castrenses de Carlos III habían mejorado la posición militar del país, la pobre preparación y liderazgo de O'Reilly hicieron que los argelinos derrotasen al ejército español. Mientras que la inteligencia argelina había manejado información detallada sobre los planes españoles, el mando de la invasión no tenía información alguna del enemigo. En cuanto a la formación de sus soldados, los españoles habían enviado mayormente reclutas, frente a su contrapartida argelina, que alistó a guerreros veteranos. Además, los argelinos se comportaron como una fuerza unida y compacta, mientras que O'Reilly y González de Castejón habían tenido muchas desavenencias, en particular por la relación entre el ejército y la armada. Esta desunión dio como resultado una extraordinaria falta de planificación, que a su vez dejó al ejército de tierra con una posición y armamento inadecuado. El comandante se mostró incapaz de coordinar los variados elementos de sus tropas, y el descontento popular a causa de la humillante derrota en Argel obligó al rey Carlos a salvar la vida del irlandés destacándole en destinos remotos.
Otros cambios tuvieron lugar cuando el monarca español nombró secretario de Estado al conde de Floridablanca en 1777. Los asuntos exteriores de España fueron supervisados durante quince años por Floridablanca, que se convirtió en uno de los más efectivos y respetados funcionarios borbónicos. A pesar del desastre de Argel, en 1780 España y Marruecos firmaban una tratado de amistad con la paz de Aranjuez, por el que Mohámmed III reconocía que sus intereses en Argelia avanzarían sólo con el apoyo español. En 1785, el sultán demostró el alcance de su influencia patrocinando un acuerdo entre España y la Regencia de Argel, después de que la Armada Española bombardease la ciudad norteafricana en dos ocasiones. Las tensiones con las que España se había encontrado crónicamente en la costa berberisca empezaron a reducirse, y ahora serían las demás naciones europeas y la naciente Estados Unidos (Guerra de Trípoli y segunda guerra berberisca) las que tendrían que ocuparse del problema de la piratería berberisca y la prevención de la esclavitud. El lugar de España frente a los berberiscos fue reemplazado por la flota anglo-neerlandesa en el bombardeo de 1816, y más tarde Francia terminó con el problema cuando se lanzó a la conquista de Argelia en 1830.